# Eurytoma setitibia
Eurytoma setitibia är en stekelart som beskrevs av Charles Joseph Gahan 1919. Eurytoma setitibia ingår i släktet Eurytoma och familjen kragglanssteklar. Inga underarter finns listade i Catalogue of Life.